# Чонган
Чонган (кор. 정강, 定康, Jeonggang, Chŏnggang; 863–887) — корейський правитель, п'ятдесятий володар (ван) держави Сілла (двадцять перший ван об'єднаної Сілли).
Був другим сином вана Кьонмуна, молодшим братом вана Хонган (після смерті якого зійшов на трон) і старшим братом йован Чинсон, третьої й останньої правительки Сілли.
Правління його виявилось нетривалим — він помер на другий рік після сходження на престол. В останній рік свого володарювання Чонгану довелось придушити чергове повстання.